# Bidjabidjan
Bidjabidjan (auch: Bichabichan, Biyabiyan) ist ein Ort und ein Verwaltungsbezirk in der Provinz Kié-Ntem in Äquatorialguinea. Im Jahre 2008 hatte er eine Bevölkerung von ca. 5000 Personen.

## Lage
Der Ort befindet sich an der Nordgrenze zu Kamerun auf dem Festlandteil des Staates.
Im Umkreis liegen die Ortschaften Andoc (SW), Abang, Adyap (NO) und Ncumadyap in Kamerun.

## Klima
Nach dem Köppen-Geiger-System zeichnet sich Bidjabidjan durch ein tropisches Klima mit der Kurzbezeichnung Am aus.